# Nasir (album)
Pour les articles homonymes, voir Nasir.
Albums de Nas
Life Is Good
(2012) The Lost Tapes II
(2019)
Nasir est le onzième album studio de Nas, sorti en 2018 sur les labels Mass Appeal Records et Def Jam.

## Historique
Nasir s'inscrit dans Wyoming, une série d'albums de 7 titres produits par Kanye West et sortis à une semaine d'intervalle. Il est ainsi précédé de Daytona de Pusha T (25 mai), Ye de Kanye West (1er juin) et de Kids See Ghosts de Kanye West et Kid Cudi (8 juin). Il est suivi par KTSE de Teyana Taylor (22 juin).

## Liste des titres
| 1.    | Not for Radio (featuring Puff Daddy & 070 Shake) | - Nasir Jones - Basil Poledouris - Kanye West - Mike Dean      | - West - Dean (coprod.) - Benny Blanco (co.) - Cashmere Cat (co.)          | 3:22 |
| 2.    | Cops Shot the Kid (featuring Kanye West)         | - Jones - Ricky Walters - Richard Pryor - West - Andrew Dawson | - West - Dawson (co.)                                                      | 2:47 |
| 3.    | White Label                                      | - Jones - West - Dean                                          | - West - Dean (add.) - BoogzDaBeast (add.)                                 | 2:58 |
| 4.    | Bonjour (featuring Tony Williams)                | - Jones - R. D. Burman - West - Dean                           | - West - Che Pope (co.) - Dean (add.) - Eric Danchick (add.)               | 3:21 |
| 5.    | Everything (featuring The-Dream & Kanye West)    | - Jones - West - Dean - Terius Nash                            | - West - Dean (co.) - Blanco (co.) - Cashmere Cat (co.) - Plain Pat (add.) | 7:32 |
| 6.    | Adam and Eve (featuring The-Dream)               | - Jones - West - Dean - Kourosh Yaghmaei - Nash                | - West - Dean (add.)} - Plain Pat (add.) - Evan Mast (add.)                | 4:10 |
| 7.    | Simple Things                                    | - Jones - West - Dean                                          | - West - Dean (co.)                                                        | 2:19 |
| 26:35 |                                                  |                                                                |                                                                            |      |

Note
- Everything contient des apparitions de Tony Williams et 070 Shake.

## Samples
- Not for Radio contient des samples de Hymn to Red October (Main Title) tiré de la bande originale de À la poursuite d'Octobre rouge composée par Basil Poledouris[1].
- Cops Shot the Kid contient des samples de Children's Story de Slick Rick et un extrait de dialogue from Wattstax par Richard Pryor.
- Bonjour contient des samples de Dance Music tiré de la bande originale du film Mukti (en) composée par Rahul Dev Burman.
- Adam and Eve contient des samples de Gole Yakh de Kourosh Yaghmaei.